# Mycetophila obscuripennis
Mycetophila obscuripennis är en tvåvingeart som beskrevs av Blanchard 1852. Mycetophila obscuripennis ingår i släktet Mycetophila och familjen svampmyggor. Inga underarter finns listade i Catalogue of Life.